# 山梨県道421号遅沢静川線
山梨県道421号遅沢静川線（やまなしけんどう421ごう おそざわしずかわせん）は、山梨県南巨摩郡身延町を起点・終点とする一般県道である。

## 概要

### 路線データ
- 起点：山梨県南巨摩郡身延町遅沢（信号無交差点＝山梨県道410号粟倉飯富線交点）
- 終点：山梨県南巨摩郡身延町切石（信号無交差点＝国道52号交点）

## 通過する自治体
- 山梨県南巨摩郡身延町

## 交差・接続する道路
- 山梨県道410号粟倉飯富線（南巨摩郡身延町遅沢・信号無交差点）
- 国道52号（南巨摩郡身延町切石・信号無交差点）